# シュモロヴォ公国
シュモロヴォ公国（ロシア語: Шуморовское княжество）は、14世紀末にモロガ公国から分離した分領公国である。
シュモロヴォ公国はシュモラ川流域に位置し、首都はモロガ(ru)の南西に位置するシュモロヴォ（古くはシュマラと呼ばれた）に置かれた。初代シュモロヴォ公は、モロガ公イヴァン・ミハイロヴィチの子のグレプであった。他にシュモロヴォ公位を有した人物としては、グレプの兄弟アンドレイがいる。イヴァンの4人の子たちは、おそらく、公国の領有権は持てず、モスクワ大公国の勤務公(ru)であったと推測される。この長男の家系からシュモロフスキー（シュマロフスキーとも）家(ru)が、次男以降の家系からはシャミン家(ru)、ゴルィギン家が派生している。
15世紀初めに、モスクワ大公国の一部に組み込まれ、公国は消滅した。